# Haplothysanus emini
Haplothysanus emini är en mångfotingart som först beskrevs av Carl 1909.  Haplothysanus emini ingår i släktet Haplothysanus och familjen Odontopygidae. Inga underarter finns listade i Catalogue of Life.